# Le Kid

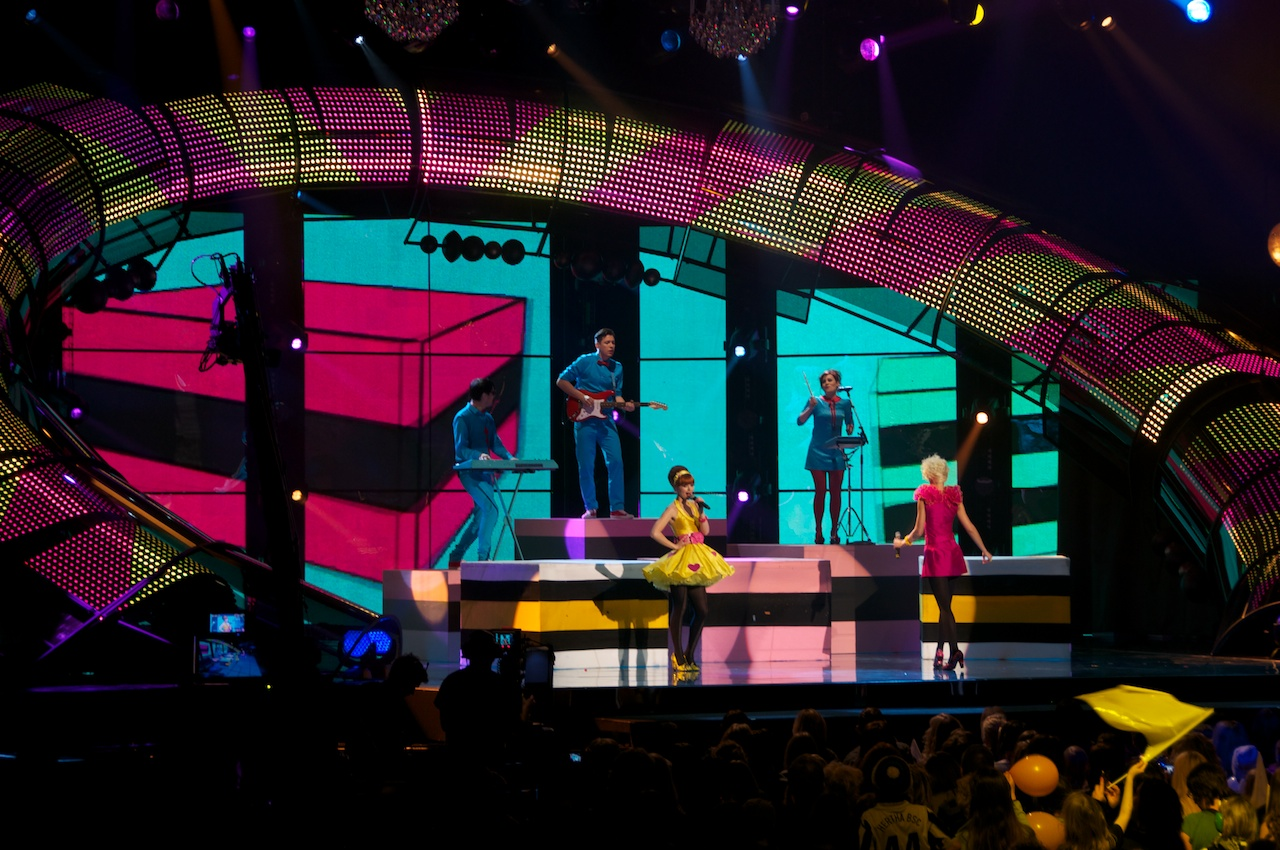
Le Kid 2011

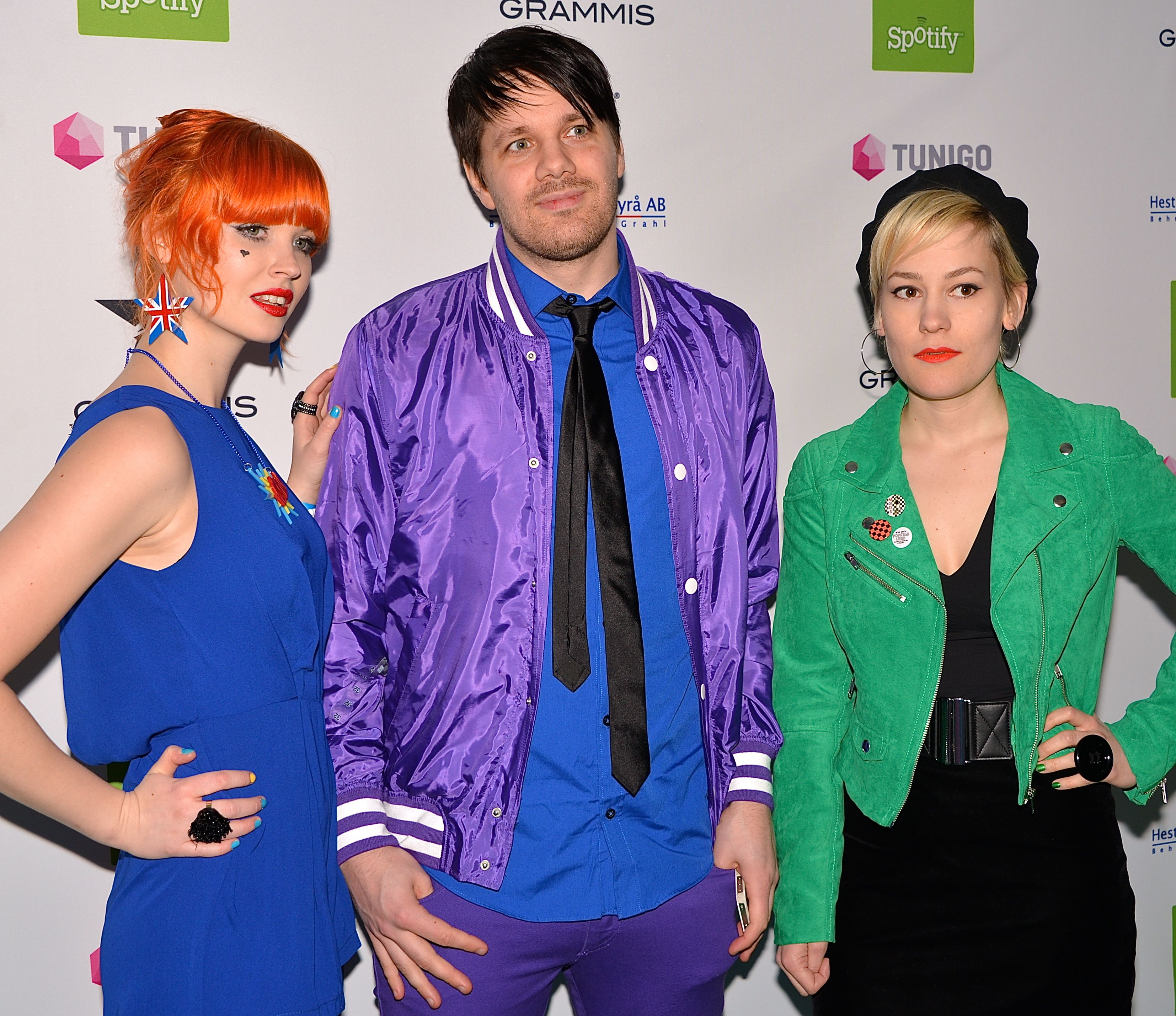
Le Kid på Grammisgalan på Cirkus, Stockholm den 20 februari 2013.

Le Kid är en svensk popgrupp som bildades 2008 av  Märta Grauers, Anton Malmberg Hård af Segerstad och Felix Persson. 2010 hade de en hit med singeln "Mercy Mercy", som var P3:s åttonde mest spelade svenska låt under året. Popgruppen framträdde under sommaren med "Mercy Mercy" på Sommarkrysset i TV4. I september 2010 släpptes uppföljarsingeln "We Should Go Home Together".
2012 släppte Le Kid "Human Behaviour", som blir vinjettmusik till danska TV-serien "Paradise Hotel".

## Melodifestivalen
Den 5 februari 2011 var Le Kid med i Melodifestivalen med bidraget "Oh My God", skriven av gruppmedlemmarna Märta Grauers, Anton Malmberg Hård af Segerstad och Felix Persson. De tog sig vidare till andra röstningsomgången, men slutade där på en femteplats och tvingades därmed lämna tävlingen.. Låten gick upp på Itunes förstaplats två dagar senare.
Den tidigare medlemmen Anton Malmberg Hård af Segerstad skrev tillsammans med Niclas Lundin samma år bidraget "Enemy" till tävlingen. Den framfördes av Sara Lumholdt den 19 februari i Linköping, och slutade näst sist på en sjundeplats. 

### Fotnoter
1. ↑   Aftonbladet. Mest spelade låtar i P3 2010
2. ↑  ”Arkiverade kopian”. Arkiverad från originalet den 13 januari 2012. https://web.archive.org/web/20120113022610/http://tv3.dk/paradise/hoer-titelsangen-til-paradise-hotel. Läst 28 juni 2012. TV3 Danmark
3. ↑  ”Arkiverade kopian”. Arkiverad från originalet den 10 januari 2011. https://web.archive.org/web/20110110065705/http://svt.se/2.148865/artistkolumn_-_le_kid?lid=puff_2275193&lpos=lasMer. Läst 11 januari 2011. SVT Le Kid- Oh My God
4. ↑  ”Arkiverade kopian”. Arkiverad från originalet den 17 april 2016. https://web.archive.org/web/20160417202858/http://le-kid.com/wordpress/wp-content/uploads/2011/02/OMGiTunesNo1.png. Läst 7 februari 2011.